# Peperomia pandiana
Peperomia pandiana är en pepparväxtart som beskrevs av C. Dc.. Peperomia pandiana ingår i släktet peperomior, och familjen pepparväxter. Inga underarter finns listade i Catalogue of Life.